# Hal Nerdal
Herlof „Hal” Nerdal (ur. 22 września 1927 w Dalsgrendzie, zm. 11 września 2023 w Brisbane) – australijski kombinator norweski i biegacz narciarski pochodzenia norweskiego. Były rekordzista Australii w długości skoku narciarskiego – w 1960 roku w Squaw Valley skoczył na odległość 53 metrów.
Startował w Zimowych Igrzyskach Olimpijskich 1960 w amerykańskim Squaw Valley. W konkursie kombinacji norweskiej zajął ostatnie, 31. miejsce. Był pierwszym i jedynym w historii reprezentantem Australii w kombinacji norweskiej na zimowych igrzyskach olimpijskich.
Oprócz uprawiania kombinacji norweskiej Hal Nerdal startował również w zawodach w biegach narciarskich. Ponadto uprawiał także lekkoatletykę – w barwach klubu The South Canberra Amateur Athletic Club, który reprezentował w Australii, wziął udział między innymi w Mistrzostwach Australii w Lekkoatletyce 1958. W dyscyplinie tej startował w biegach na milę, pół mili, dwie mile i trzy mile.
Nerdal był uczestnikiem sztafety olimpijskiej podczas Letnich Igrzysk Olimpijskich 2000 rozgrywanych w australijskim Sydney.